# ام الحول
ام الحول یک منطقهٔ مسکونی در قطر است که در شهرداری الوکره واقع شده‌است. ام الحول ۳۴ کیلومتر مربع مساحت دارد.